# Lambdina fervidaria
Lambdina fervidaria là một loài bướm đêm thuộc họ Geometridae. Nó được tìm thấy ở Canada (Nova Scotia, đảo Prince Edward, New Brunswick, Quebec, Ontario, Manitoba và Saskatchewan) và khu vực phía đông của Hoa Kỳ, phía nam đến bang Georgia.
Sải cánh dài khoảng 27 mm. Con trưởng thành bay từ tháng 5 đến tháng 8 tùy theo địa điểm.
The larva feed on Quercus và Fraxinus. Phụ loài Lambdina fervidaria athasaria thích Abies balsamea, Picea và Tsuga canadensis

## Phụ loài
Các phụ loài được công nhận:
- Lambdina fervidaria athasaria
- Lambdina fervidaria fervidaria